# پیست دوچرخه‌سواری مشهد

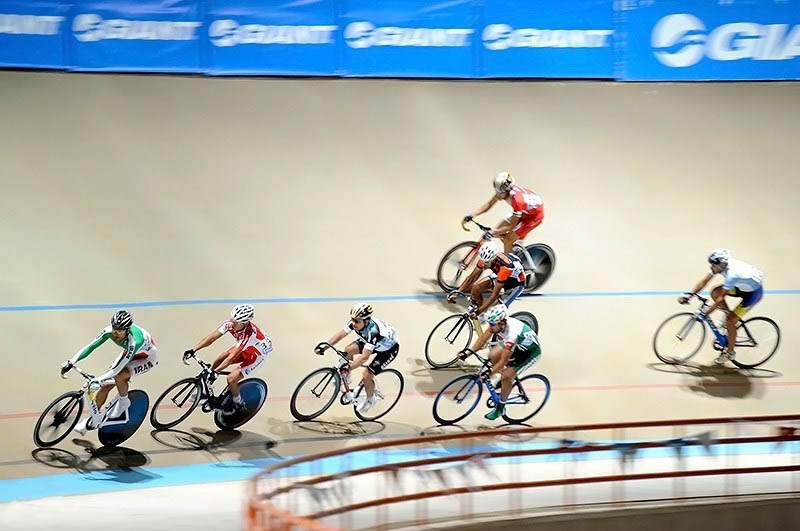
برگزاری مسابقات کشوری دوچرخه‌سواری پیست در پیست ثامن - شهریور ۱۳۹۲

پیست دوچرخه‌سواری ثامن مشهد مجهزترین پیست دوچرخه‌سواری کشور می‌باشد که در شهر مشهد واقع شده‌است.
این پیست، پس از پیست آزادی تهران که پیش از انقلاب ساخته شده‌است، دومین پیست استاندارد دوچرخه‌سواری در ایران می‌باشد.
پیست دوچرخه‌سواری ثامن با توجه به امکاناتی که برای آن پیش‌بینی شده، فرصت میزبانی را برای رویدادها و مسابقات مهم داخلی و خارجی را فراهم آورده‌است.

## ویژگی‌ها
این پیست با اعتباری بالغ بر ۴۰ میلیارد ریال در زمینی به مساحت ۱۰۴۳۰ متر مربع احداث شده‌است.
این پیست دارای ۱۵۰۰ جایگاه مخصوص تماشاگران و سقف متحرک مخصوص تماشاگران این رشته ورزشی می‌باشد.